# Мішель Андраде
Мішель Стефані Андраде Чекасіна (ісп. Michelle Andrade; нар. 10 листопада 1996, Кочабамба, Болівія) — українська співачка, акторка та телеведуча українсько-болівійського походження. Співає українською, іспанською, англійською та португальською мовами.

## Біографія
Народилася 1996 року в Болівії в родині болівійця та українки. В дитинстві займалася художньою гімнастикою, волейболом і танцями. У 2010 році переїхала до України. Тоді ж вступила до музичної школи по класу фортепіано й одночасно зайнялася вокалом.
У 2013 році взяла участь у шоу X-Фактор, де була помічена продюсером Потапом. Вперше на великій сцені з'явилася 2 жовтня 2014 року, виступивши разом з гуртом Mozgi на концерті, організованому телеканалом М1.
У 2015 році знялася в музичному відео пісні «Крик» українського рок-гурту «O.Torvald».
2 жовтня 2016 року випустила першу пісню «Amor», а у грудні того ж року вийшов її кліп.
2 листопада 2017 року вийшов другий відеокліп Андраде пісні «Хватит свистеть». 4 листопада 2017 відбувся перший великий сольний концерт.
15 грудня 2017 року випустила пісню «Зима» та відео до неї на своєму Youtube каналі.
Взяла участь у зніманні двох фільмів — «Ніч Святого Валентина» та «Гаджьо».
25 квітня 2018 року у Київському ресторані «Manu» Мішель Андраде представила свій перший мініальбом «La Primavera Boliviana», офіційний реліз якого відбувся 27 квітня. До платівки увійшло 5 композицій: соло-версія «Amor», «Зима», «Хватит свистеть», «Musica» та «Таю». 2 листопада вийшов сингл під назвою «Hasta la Vista», а 30 листопада — відеокліп до нього.
27 червня 2019 року світ побачив перший студійний альбом співачки під назвою Latino Ritmo.
У 2020 році, за даними TopHit, пісня «Не знаю» зібрала 264 396 ефірів на українських радіостанціях.
У 2021 році разом з Кирилом Макашовим стала ведучою ювілейного випуску української ТБ-програми Орел і решка.

## Дискографія

### Альбоми
- 2019: Latino Ritmo

### Мініальбоми
- 2018: La Primavera Boliviana

### Сингли
- 2016: «Amor»
- 2017: «Хватит свистеть»
- 2017: «Зима»
- 2018: «Musica»
- 2018: «Hasta la Vista»
- 2019: «Fe»
- 2019: «Corazon»
- 2019: «Не знаю»
- 2020: «Misterios»
- 2020: «Proud»
- 2020: «Tonight»
- 2020: «Mirror»
- 2020: «100 000 минут» feat. Positiff

## Музичні відео
| Рік  | Назва           | Мова                             | Режисер                         | Альбом                 | Примітки              |
| ---- | --------------- | -------------------------------- | ------------------------------- | ---------------------- | --------------------- |
| 2015 | Крик            | українська                       | Володимир Лерт                  | Ти Є                   | для гурту «O.Torvald» |
| 2016 | Amor            | англійська, іспанська, російська | Леонід Колосовський             | La primavera boliviana | за участі «MOZGI»     |
| 2017 | Хватит свистеть | російська                        | Іларіон Євремов                 | La primavera boliviana |                       |
| 2018 | Musica          | іспанська, російська             | Алан Бадоєв                     | La primavera boliviana |                       |
| 2018 | Hasta la Vista  | іспанська, російська             | Таня Муїньо                     | Latino Ritmo           |                       |
| 2019 | Tranquila       | російська                        | Максим Шолковніков Денис Маноха | Latino Ritmo           |                       |
| 2019 | Не знаю         | українська                       | Максим Шолковніков Денис Маноха |                        |                       |
| 2020 | Tonight         | іспанська, англійська            |                                 |                        |                       |

## Фільмографія
- 2014: Гаджьо — головна роль
- 2016: Ніч святого Валентина — студентка
- 2018: Прислуга — Лара
- 2019: Продюсер  — відеоблогерка

## Нагороди та номінації
| Рік  | Премія               | Номінація                     | Результат | Примітка               | Джерело |
| ---- | -------------------- | ----------------------------- | --------- | ---------------------- | ------- |
| 2017 | M1 Music Awards      | Проєкт року                   | Перемога  | «Amor» разом з «MOZGI» |         |
| 2017 | M1 Music Awards      | Прорив року                   | Номінація |                        | [ 13 ]  |
| 2017 | M1 Music Awards      | Найкращий виступ на церемонії | Номінація | «Хватит свистеть»      | [ 13 ]  |
| 2018 | M1 Music Awards      | Золотий Грамофон              | Перемога  | «Musica»               | [ 14 ]  |
| 2018 | M1 Music Awards      | Фан-клуб року                 | Номінація |                        |         |
| 2020 | Top Hit Music Awards | Пісня року (жіночий вокал)    | Перемога  | «Не знаю»              |         |